# Partners (album Barbry Streisand)
Partners – album studyjny Barbry Streisand wydany we wrześniu 2014 przez Columbia Records. Płyta była kolekcją piosenek z repertuaru Streisand nagranych na nowo w duetach z różnymi piosenkarzami. Krążek zadebiutował na 1. miejscu amerykańskiego zestawienia Billboard 200, czyniąc Barbrę jedyną artystką w historii posiadającą album numer 1 w sześciu kolejnych dekadach. W Polsce płyta zadebiutowała na 6. miejscu zestawienia OLiS. W styczniu 2015 wydawnictwo Partners uzyskało certyfikat platynowej płyty w Stanach Zjednoczonych, a rok później - również w Polsce.

## Lista utworów
Utwory 13-17 to utwory bonusowe na wersji deluxe albumu.
1. "It Had to Be You" (with Michael Bublé) – 4:23
2. "People" (with Stevie Wonder) – 4:14
3. "Come Rain or Come Shine" (with John Mayer) – 4:11
4. "Evergreen" (with Babyface) – 3:14
5. "New York State of Mind" (with Billy Joel) – 4:47
6. "I'd Want It to Be You" (with Blake Shelton) – 4:05
7. "The Way We Were" (with Lionel Richie) – 4:29
8. "I Still Can See Your Face" (with Andrea Bocelli) – 4:13
9. "How Deep Is the Ocean" (with Jason Gould) – 4:18
10. "What Kind of Fool" (with John Legend) – 4:43
11. "Somewhere" (with Josh Groban) – 4:05
12. "Love Me Tender" (with Elvis Presley) – 3:31
13. "Lost Inside of You" (with Babyface) – 4:18
14. "I've Got a Crush on You" (with Frank Sinatra) – 3:22
15. "I Finally Found Someone" (with Bryan Adams) – 3:41
16. "I Won't Be the One to Let Go" (with Barry Manilow) – 4:40
17. "Guilty" (with Barry Gibb) – 4:28